# Liar/Dead Is the New Alive
A Liar/Dead Is the New Alive Emilie Autumn amerikai énekes-dalszerző középlemeze. Az Opheliac album két dala szerepel rajta remixekkel, új dalokkal és egy előzetessel a következő albumból, az Unlaced című dallal.

## Dallista
1. Liar (Album Version) – 6:01
2. Dead Is the New Alive (Album Version) – 5:03
3. Mad Girl – 4:14
4. Best Safety Lies in Fear – 2:55
5. In the Lake (Live) – 4:01
6. Let It Die (Live) – 3:17
7. Liar (Murder Mix by Brendon Small) – 5:49
8. Liar (Manic Depressive Mix by ASP) – 4:57
9. Liar (Machine Mix by Dope Stars Inc.) – 3:57
10. Liar (Medical Mix by Angelspit) – 5:28
11. Dead Is the New Alive (Velvet Acid Christ Club Mix) – 5:08
12. Dead Is the New Alive (Manipulator Mix by Dope Stars Inc.) – 5:11
13. Thank God I’m Pretty (egy Emilie-dal feldolgozása a Spiritual Front előadásában) – 3:57
14. Unlaced (Preview Track) – 3:32